# Axel C. Filges
Axel C. Filges (* 28. Juli 1947 in Hamburg; † 21. Mai 2024) war ein deutscher Rechtsanwalt und von 2007 bis 2015 Präsident der Bundesrechtsanwaltskammer.

## Leben
Filges studierte Rechtswissenschaft in Hamburg, Frankfurt und Köln. 1975 wurde er als Rechtsanwalt zugelassen. Von 1980 bis 2015 war er Partner der heute unter der Bezeichnung Taylor Wessing firmierenden Großkanzlei. Filges war seit 1989 Fachanwalt für Arbeitsrecht.
1998 gründete Filges in London die European Employment Lawyers Association. Er war Präsident der Hanseatischen Rechtsanwaltskammer und Vizepräsident der Bundesrechtsanwaltskammer. Von 2007 bis 2015 war er als Nachfolger von Bernhard Dombek Präsident der Bundesrechtsanwaltskammer. Er ist Träger des Emil-von-Sauer-Preises 2015. 2020 wurde Filges das Bundesverdienstkreuz 1. Klasse verliehen.
Axel C. Filges war verheiratet und hatte zwei Kinder. Er verstarb am 21. Mai 2024 im Alter von 76 Jahren.